# Ивнягово
Ивня́гово — деревня в Сергиево-Посадском районе Московской области, в составе муниципального образования Сельское поселение Васильевское (до 29 ноября 2006 года входила в состав Марьинского сельского округа).

## Население
| 2002 | 2006 | 2010 |
| ---- | ---- | ---- |
| 0    | →0   | ↗8   |

## География
Ивнягово расположено примерно в 30 км (по шоссе) на северо-запад от Сергиева Посада, на водоразделе Вели и её правого притока Шеликовки, высота центра деревни над уровнем моря — 225 м.